# فيليب ناتسون
فيليب ناتسون هو شاب يهودى كان من الذين تدربوا على بد إبراهام دار أو جون دارلنج وقام بمهمه قذف قنبله يدوية في إحدى دور العرض المصرية، ولكنها لم تنفجر وضبطت في جيبه وتم القاء القبض عليه واعترف اعترافا تفصيليا بالخلية وأسماء شركائه فيما يُعرف بـ فضيحة لافون. تم تجسيد الشخصية في المسلسل المصري رأفت الهجان وقام بأداء الدور عهدى صادق.